# 이나즈마 일레븐 오리온의 각인
이나즈마 일레븐 오리온의 각인(일본어: イナズマイレブン オリオンの刻印 이나즈마이레분 오리오노고쿠닌[*])은 2018년 10월 5일부터 2019년 9월 27일까지 TV 도쿄 계열에서 방송되었던 TV 애니메이션이다.

## 개요
전작인 「이나즈마 일레븐 아레스의 천칭」의 방송 틀을 이어받아 새로운 TV 애니메이션으로 시작한다.
이전 2018년 8월 26일에 열린 "이나즈마 일레븐 프레스 2018+일본 대표 발표회 "에서 밝혀진 것으로 과거 방송된 「이나즈마 일레븐」에 등장했던 멤버에서 선발된 팀 "이나즈마 재팬"을 만들어 세계에 산재하고 있는 축구 팀에 도전한다.